# Родители в законе
«Родители в законе» (англ. The Out-Laws) — американский комедийный боевик 2023 года режиссёра Тайлера Спиндела по сценарию Эвана Тернера и Бена Зазова, продюсерами которого выступили Адам Сэндлер, Адам Девайн и Аллен Коверт. В главных ролях Адам Дивайн, Нина Добрев, Эллен Баркин и Пирс Броснан.
Фильм «Родители в законе» был выпущен на стриминговом сервисе Netflix 7 июля 2023 года.

## Сюжет
В центре сюжета находится менеджер банка Оуэн Браунинг (Адам Дивайн), чей банк был ограблен группой бандитов. Ограбление происходит в неделю его свадьбы, а некоторые его обстоятельства заставляют Оуэна задуматься над тем, что грабителями могут быть родители его будущей жены, которые только прибыли в город.

## В ролях
| Актёр              | Роль                |
| ------------------ | ------------------- |
| Адам Дивайн        | Оуэн Браунинг       |
| Пирс Броснан       | Билли Макдермотт    |
| Эллен Баркин       | Лилли Макдермотт    |
| Нина Добрев        | Паркер Макдермотт   |
| Майкл Рукер        | агент Роджер Олдхем |
| Пурна Джаганнатан  | Рехан Закарян       |
| Ричард Кайнд       | Нил Браунинг        |
| Джули Хагерти      | Марджи Браунинг     |
| Блейк Андерсон     | Ар Джей             |
| Лорен Лэпкус       | Фиби Кинг           |
| Лил Рел Хауэри     | Тайри               |
| Дин Уинтерс        | Винс Миллен         |
| Лейси Мосли        | Марисоль            |
| Дэн Яблонс         | Гэри                |
| Пегги Уолтон-Уокер | бабушка Рут         |
| Мэтт Галлини       | Борис               |
| Джеки Сэндлер      | Кей                 |
| Бетси Содаро       | кондитер Ида        |

## Производство
В июле 2021 года Пирс Броснан вместе с Адамом Дивайном были приглашены на главные роли в фильме режиссёра Тайлера Спиндела. В октябре 2021 года Эллен Баркин, Нина Добрев, Майкл Рукер, Пурна Джаганнатан, Джули Хагерти, Ричард Кайнд, Лил Рел Ховери и Блейк Андерсон также вошли в актёрский состав. Основной период съёмки проходил в Атланте, штат Джорджия, с октября по декабрь 2021 года.

## Отзывы и оценки
На сайте-агрегаторе Rotten Tomatoes рейтинг фильма составляет 20 % на основе 71 обзора со средней оценкой 3.9/10. Консенсус веб-сайта гласит: «С таким талантливым актёрским составом фильм не может не вызывать смех — но его слишком мало, чтобы компенсировать производную, ситкомовскую постановку фильма». Оценка ленты на сайте Metacritic составляет 36 из 100 % на основе 17 критиков, что приравнивается к вердикту «в целом неблагоприятные отзывы».